# 不死身夜天慶
不死身夜 天慶（ふじみや てんけい、1980年6月23日 - ）は、日本の男性総合格闘家。神奈川県横浜市出身。シューティングジム横浜所属。

## 来歴
高校時代はラグビー部に所属。同門の猿丸ジュンジは部活の後輩。
2003年7月20日、第3回東日本アマチュア修斗選手権大会ウェルター級（-70kg）に出場し、ベスト8（2回戦敗退）。
2003年9月15日、第10回全日本アマチュア修斗選手権大会ライト級（-65kg）に出場。決勝で色川剛と対戦し、ポイント負けで準優勝となりプロ昇格を認められた。
2004年4月24日、リングネームを不死身夜 天慶と改め、全日本キックボクシング連盟・はまっこムエタイジム主催興行でキックボクシングデビューし、1RKO勝ち。大会MVPを受賞した。
2004年7月4日、プロ修斗デビュー戦で色川剛と再戦し、判定勝ちで雪辱を果たした。
2005年3月11日、修斗ライト級新人王トーナメント1回戦で山田啓介と対戦し、判定勝ち。
2005年7月30日に準決勝で松本大輔と対戦予定であったが、自身の目の負傷（網膜裂孔）により延期となった。9月23日に改めて対戦し、右フックでKO勝ち。
2005年11月6日、修斗ライト級新人王トーナメント決勝で西岡裕と対戦し、判定勝ちを収め新人王を獲得した。
2006年5月12日、修斗で田村彰敏と対戦し、1R右フックでKO勝ち。
2006年7月30日、全日本キックボクシング連盟・はまっこムエタイジム主催興行で2年3か月ぶりにキックボクシングの試合に出場し、小宮隆司に判定勝ち。
2006年11月10日、修斗環太平洋ライト級王座決定戦で戸井田カツヤと対戦し、1-0の判定ドローで王座獲得に失敗した。
2007年2月17日、修斗環太平洋ライト級王座決定戦で田村彰敏と再戦し、0-3の判定負けを喫し王座獲得に失敗した。キャリア初黒星となった。
2009年10月30日、10年ぶりの開催となったVALE TUDO JAPAN 09でティト・ジョーンズと対戦し、0-3の判定負け。
2010年6月6日、初参戦となったシュートボクシングで鈴木博昭と対戦し、0-3の判定負け。

## 戦績

### プロ総合格闘技
| 総合格闘技 戦績 | 総合格闘技 戦績 | 総合格闘技 戦績 | 総合格闘技 戦績 | 総合格闘技 戦績 | 総合格闘技 戦績 | 総合格闘技 戦績 |
| --------------- | --------------- | --------------- | --------------- | --------------- | --------------- | --------------- |
| 19 試合         | (T)KO           | 一本            | 判定            | その他          | 引き分け        | 無効試合        |
| 10 勝           | 4               | 1               | 5               | 0               | 3               | 1               |
| 5 敗            | 1               | 0               | 4               | 0               | 3               | 1               |

| 勝敗 | 対戦相手               | 試合結果                 | 大会名                                                       | 開催年月日     |
| △    | 美木航                 | 5分3R終了 判定1-1        | SHOOT the SHOOTO 2011 【サバイバートーナメント 1回戦】       | 2011年11月5日  |
| ○    | クォン・ベ・ヨン       | 1R 1:03 KO（パウンド）   | 修斗 The Way of SHOOTO 06 〜Like a Tiger, Like a Dragon〜    | 2010年11月19日 |
| ○    | マテウス・ラーデスマキ | 1R 4:08 KO（パウンド）   | 修斗 The Way of SHOOTO 04 〜Like a Tiger, Like a Dragon〜    | 2010年7月19日  |
| ○    | 太田拓己               | 5分2R終了 判定2-0        | 修斗 GRAPPLINGMAN 10 闘裸男 岡山大会                         | 2010年4月4日   |
| ×    | ティト・ジョーンズ     | 5分3R終了 判定0-3        | VALE TUDO JAPAN 09                                           | 2009年10月30日 |
| ×    | 石渡伸太郎             | 1R 4:08 TKO（右フック）  | "修斗伝承 03" ROAD TO 20th ANNIVERSARY                       | 2008年9月28日  |
| ×    | 中村"アイアン"浩士     | 5分2R終了 判定0-2        | 修斗 BACK TO OUR ROOTS 08                                    | 2008年3月28日  |
| ×    | バオ・クァーチ         | 5分3R終了 判定1-2        | Shooto The Arrival: This is Shooto                           | 2007年8月18日  |
| －   | アラン・リー           | 2R 1:57 ノーコンテスト   | Angrrr Management 12: Wired                                  | 2007年3月17日  |
| ×    | 田村彰敏               | 5分3R終了 判定0-3        | 修斗 BACK TO OUR ROOTS 01 【修斗環太平洋ライト級王座決定戦】 | 2007年2月17日  |
| △    | 戸井田カツヤ           | 5分3R終了 判定1-0        | 修斗 【修斗環太平洋ライト級王座決定戦】                      | 2006年11月10日 |
| ○    | 田村彰敏               | 1R 2:10 KO（右フック）   | 修斗 SHOOTO The DEVILOCK                                     | 2006年5月12日  |
| ○    | 阿部裕幸               | 5分3R終了 判定3-0        | 修斗 SHOOTO The Victory of The Truth                         | 2006年2月17日  |
| ○    | 西岡裕                 | 5分2R終了 判定2-0        | 修斗 【新人王トーナメント ライト級 決勝】                    | 2005年11月6日  |
| ○    | 松本大輔               | 1R 3:03 KO（右フック）   | 修斗 【新人王トーナメント ライト級 準決勝】                  | 2005年9月23日  |
| ○    | グレッグ・ローラン     | 1R 2:54 腕ひしぎ十字固め | Angrrr Management 3: Battle of the Bronx                     | 2005年6月12日  |
| ○    | 山田啓介               | 5分2R終了 判定3-0        | 修斗 【新人王トーナメント ライト級 1回戦】                   | 2005年3月11日  |
| △    | 粕谷さかえ             | 5分2R終了 判定0-1        | 修斗 THE ROOKIE TOURNAMENT 2004 FINAL                        | 2004年11月25日 |
| ○    | 色川剛                 | 5分2R終了 判定3-0        | 修斗 下北沢修斗劇場 第9弾 青春の門 〜鍛錬編〜                | 2004年7月4日   |

### キックボクシング
| キックボクシング 戦績 | キックボクシング 戦績 | キックボクシング 戦績 | キックボクシング 戦績 | キックボクシング 戦績 | キックボクシング 戦績 | キックボクシング 戦績 |
| --------------------- | --------------------- | --------------------- | --------------------- | --------------------- | --------------------- | --------------------- |
| 3 試合                | (T)KO                 | 判定                  | その他                | 引き分け              | 無効試合              |                       |
| 2 勝                  | 1                     | 1                     | 0                     | 0                     | 0                     |                       |
| 1 敗                  | 0                     | 1                     | 0                     | 0                     | 0                     |                       |

| 勝敗 | 対戦相手 | 試合結果             | 大会名                                                                                | 開催年月日    |
| ×    | 鈴木博昭 | 3R+延長R終了 判定1-2 | SHOOT BOXING 25TH ANNIVERSARY SERIES 第3戦 維新-ISHIN- 其の参                         | 2010年6月6日  |
| ○    | 小宮隆司 | 3分3R終了 判定3-0    | 全日本キックボクシング連盟・はまっこムエタイジム 「Muay Thai Wave from YOKOHAMA V」   | 2006年7月30日 |
| ○    | 中園貴宏 | 1R 2:01 KO           | 全日本キックボクシング連盟・はまっこムエタイジム 「Muay Thai Wave from YOKOHAMA III」 | 2004年4月24日 |

## 獲得タイトル
- 第10回全日本アマチュア修斗選手権大会 ライト級 準優勝（2003年）
- 修斗ライト級新人王（2005年）